# Attilio Nicora
Attilio Nicora (Varese, 16 maart 1937 – Rome, 22 april 2017) was een Italiaans geestelijke en een kardinaal van de Rooms-Katholieke Kerk.

## Loopbaan
Nicora studeerde rechten aan de katholieke universiteit van Milaan, godgeleerdheid aan het theologisch seminarie van Venegono (Milaan) en wijsbegeerte aan de Pauselijke Gregoriaanse Universiteit. Hij werd op 27 juni 1964 tot priester gewijd. Na zijn wijding werd hij hoogleraar aan het grootseminarie van Venegono. Op 16 april 1977 werd hij benoemd tot hulpbisschop van Milaan en tot titulair bisschop van Furnos Minor; zijn bisschopswijding vond plaats op 28 mei 1977. In 1984 leidde hij de onderhandelingen met de Italiaanse staat over de herziening van het concordaat tussen Italië en de Heilige Stoel. In 1987 trad hij in dienst van de Italiaanse bisschoppenconferentie, waar hij een aantal commissies leidde.  Op 30 juni 1992 werd hij benoemd tot bisschop van Verona.
In 1997 trad Nicora wederom in dienst van de Italiaanse bisschoppenconferentie, nu als afgevaardigde voor juridische zaken. Op 1 oktober 2002 trad hij in dienst bij de Romeinse Curie; hij werd benoemd tot president van de Administratie van het Patrimonium van de Heilige Stoel en was als zodanig de hoogstverantwoordelijke voor de financiën van het Vaticaan. In deze functie volgde hij Agostino Cacciavillan op. Hij werd tevens benoemd tot aartsbisschop ad personam.
Tijdens het consistorie van 21 oktober 2003 werd Nicora kardinaal gecreëerd. Hij kreeg de rang van kardinaal-diaken. De San Filippo Neri in Eurosia werd zijn titeldiakonie. Nicora nam deel aan het conclaaf van 2005 en werd door paus Benedictus XVI herbenoemd als president van het Patrimonium. Daarnaast benoemde de paus hem in 2006 tot legaat voor de Sint-Franciscusbasiliek en de basiliek van Onze-Lieve-Vrouw van de engelen in Assisi, wat hij bleef tot zijn dood.
Op 19 januari 2011 werd Nicora tevens president van de Financiële Autoriteit van het Vaticaan, een instelling die - op grond van nieuwe richtlijnen van de Europese Unie - moet zorgen voor grotere transparantie van de Vaticaanse financiën. Merkwaardig aan deze positie was dat hij daarmee ten dele zijn eigen toezichthouder was. Mede om die reden legde hij op 7 juli 2011 zijn functie neer van president van het Patrimonium.
Nicora nam deel aan het conclaaf van 2013 dat leidde tot de verkiezing van paus Franciscus. Op 30 januari 2014 legde hij zijn functie neer van president van de Financiële Autoriteit. Nicora kreeg op 12 juni 2014 de rang van kardinaal-priester. Zijn titeldiakonie werd pro hac vice zijn titelkerk.
Nicora overleed op 22 april 2017 op 80-jarige leeftijd.
- Biblioteca Nacional de España: XX1381918
- Bibliothèque nationale de France: cb128725395 (data)
- Gemeinsame Normdatei: 1192484150
- International Standard Name Identifier: 0000 0000 6134 7228
- Library of Congress Control Number: n86123050
- Nederlandse Thesaurus van Auteursnamen: 148241204
- Réseau des bibliothèques de Suisse occidentale: 02-A003640042
- Istituto Centrale per il Catalogo Unico: CFIV013533
- Système universitaire de documentation: 074215329
- Virtual International Authority File: 7516851
- WorldCat: E39PBJrWxvXbBdVp6fRHwdqCwC